# Jean-Paul Amouroux
Jean-Paul Amouroux (* 17. Januar 1943 in Aurillac; † 4. Dezember 2022 in Suresnes) war ein französischer Boogie-Woogie- und Jazz-Musiker (Piano, Orgel, auch Komposition).

## Leben und Wirken
Jean-Paul Amouroux entdeckte mit 14 Jahren den Jazz, Swing und Boogie-Woogie von Musikern wie Pete Johnson. 1966 zog er nach Paris, wo er in den folgenden Jahren mit Jazz- und Bluesmusikern wie Memphis Slim, Sammy Price, Willie Mabon, Lionel Hampton, Milt Buckner, Jay McShann und Willie Dixon spielte. Amouroux positionierte sich schließlich als historischer Hüter von traditionellen Spielweisen wie Stride-Piano und Ragtime, sowohl als Soloist als auch begleitet, und produzierte bis 2015 eine umfassende Diskographie von 42 Alben, vor allem bei Konzerten mit Gästen. Des Weiteren trat Amouroux 1983–85 in 60 Rundfunksendungen bei France Inter auf. Ausgezeichnet wurde er 1989 mit dem Grand Prix des Hot Club de France und dem der Academie de Jazz 1991. Außerdem betätigte er sich als künstlerischer Leiter des von ihm initiierten Festivals de Boogie Woogie der Stadt Laroquebrou im Département Cantal, das von vielen in- und ausländische Musiker wie Jean-Pierre Bertrand, Steve Clayton, Irakli de Davrichewy, Carl Sonny Leyland, Michael Pewny, Frank Muschalle, Dana Gillespie, Linda Hopkins, Pierre Calligaris, Janice Harrington, Bria Skonberg, Pat Giraud, Dany Doriz, Serge Rahoerson, Maxine Weldon, Sonia Donabedian und Marcel Zanini besucht wurde; bei seinen eigenen Auftritten wurde er von Gilles Chevaucherie (Kontrabass) und Stéphane Roger (Schlagzeug) begleitet. Im Bereich des Jazz war er laut Tom Lord zwischen 1976 und 2015 an 85 Aufnahmesessions beteiligt.

## Diskographische Hinweise
- Nothin' But Boogie Woogie (Milan, 1993)
- Jean-Paul Amouroux & Jean-Pierre Bertrand: Boogie Woogie for Two Pianists (Honky Tonk, 1993)
- Boogie Woogie Aux Grandes Orgues (Jazz Trade, 1997), mit Simon Boyer
- Plays Famous Blues in Boogie Woogie (Jazz Trade, 1999), mit Michel Denis
- Boogie Woogie Mood (Djazz, 1999), mit Enzo Mucci, Stéphane Roger
- Jean-Paul Amouroux & Pierre Calligaris: Piano Duel (Jazz Trade, 2015)
- Plays Rock'n Roll Hits in Boogie Woogie (Black & Blue, 2015)